# Томислав Смолянович
Томислав Смолянович (15 липня 1977) — хорватський академічний веслувальник.
Бронзовий призер Олімпійських Ігор 2000 року в складі вісімки.
Срібний призер Чемпіонату світу 2001 року в складі вісімки.
Срібний призер Чемпіонату світу серед юніорів 1995 року в складі розпашної двійки зі стерновим.